# سونا نیلوفر
سونا نیلوفر (زاده: ۱۳۵۷ کابل) یک سیاست‌مدار اهل افغانستان است. او نمایندهٔ مردم ولایت/اُستان اروزگان در دوره پانزدهم مجلس نمایندگان افغانستان بود.

## زندگی‌نامه
سونا نیلوفر؛ زاده ۱۳۵۷ در شهر کابل است. او تحصیلات خود را در رشته تعلیمات صحی در بخش واکسیناسیون به پایان رسانده است.

## دیگر فعالیت‌ها
- کار در کلینیک‌های ولایت/اُستان ارزگان و بیمارستان MCHCHC.[۱]